# Gyümölcssajt
A gyümölcssajt főzve és szárítva – a 19-20. század fordulójától jellemzően cukor hozzáadásával – tartósított gyümölcskészítmény. Egyik legelterjedtebb változata a birsből készülő birsalmasajt; a szilvából főzött gyümölcssajt neve egyes helyeken szilvaíz, máshol szilvézként ismerték. Nagyüzemi gyártásban készült változatára a hazai köznyelv még a 20. század derekán a Hitler-szalonna gúnynevet ragasztotta.

## Alapanyagai
Mindig valamilyen savanykás gyümölcsből főzték, a legtöbbször vörösszilvából. A cukor tartósító célú használata a magyar paraszti háztartásokban a 19-20. század fordulóján terjedt el, egyszerre javítva a tartósítás hatékonyságát és a termék ízét.

## Elkészítése
A gyümölcsöt lekvár módján sűrűre főzték, majd méternyi hosszú, fél méter széles, alacsony peremű deszka formába öntötték több rétegben. Miután napon vagy kemencében megszárították, levették a deszkáról. Az egy ujjnyira összeszáradt rétegeket tároláshoz feltekerték vagy kisebb táblákra vágták.

## Felhasználása
Vízben fellágyítva kenyeret vagy főtt tésztát ízesítettek vele. Teljesen feloldva, majd behabarva levest főztek belőle: ez volt a cibere egyik változata. 

## Elterjedése
Gyümölcssajt készítéséről jellemzően a jó szilvatermő vidékeken:
- Szamosháton
- Erdőháton,
- Beregben
- Debrecenben maradtak feljegyzések.